# Diana Domingues
Diana Maria Gallicchio Domingues (Paim Filho, então um distrito de Lagoa Vermelha, 1947 – Porto Alegre, 5 de junho de 2025) foi uma professora, pesquisadora e artista brasileira, largamente reconhecida pelos seus trabalhos e pesquisas em arte multimídia e arte interativa.

## Biografia
Teve uma formação tradicional em Belas Artes, mas logo seu interesse se voltou para técnicas não convencionais de produção artística, inspirada por um curso ministrado por Walter Zanini sobre a obra de Marcel Duchamp, passando a trabalhar com fotomecânica e xerografia. Nos anos 1980 dirigiu, em Caxias do Sul, o Atelier Livre da Universidade de Caxias do Sul e o Núcleo de Artes Visuais de Caxias do Sul, trazendo artistas, críticos e teóricos para darem cursos e palestras. Suas pesquisas levaram-na a focar sua dissertação de mestrado sobre bagagens de imagens e processamentos eletrônicos. Esse trabalho, desenvolvido na Escola de Comunicações e Artes da Universidade de São Paulo, teve boa repercussão, gerando um convite para dar curso na mesma escola em 1991. Seu doutorado aconteceu na PUC-SP, com uma tese intitulada Imagem Eletrônica e a Poética da Metamorfose, sob a orientação da professora e pesquisadora Lucia Santaella. Em seguida, Domingues apresentou uma instalação multimídia interativa na Bienal de São Paulo.
Na década de 1990, coordenou o grupo de pesquisa Novas Tecnologias nas Artes Visuais da UCS, integrando pesquisadores e bolsistas das artes, comunicação, informática e automação industrial. Estreitou contatos com pesquisadores e artistas de vários países, fazendo exposições internacionais e organizando em 1995 um simpósio no Memorial da América Latina, junto com uma exposição no Museu de Arte Contemporânea da Universidade de São Paulo, abordando vários aspectos da ligação entre arte, imagem e computação. Sua linha de atuação se consolidou em torno das transformações das imagens na passagem de um meio para outro e em suas relações com o corpo, o processo de criação, o funcionamento da mente, a matemática, a computação, os sistemas orgânicos e os de inteligência artificial.
Foi fundadora e coordenadora do Laboratório de Pesquisa em Arte e TecnoCiência na Universidade de Brasília campus do Gama, e atuou como professora visitante Nacional Sênior da CAPES. Foi professora colaboradora no Programa de Pós-Graduação em Artes na UnB e no Programa de Pós-Graduação em Engenharia Biomédica na FGA-UnB, e realizou pesquisas em parceria com o Instituto de Computação na Universidade Estadual de Campinas.
Foi membra de diversas comissões de alto nível, entre elas o Comitê Consultivo Internacional do Centre for Innovation in Information Visualization and Data Driven Design organizado pelas universidades de York e Toronto, o Comitê Consultivo Internacional das Conferências Media Art Histories da Universidade de Québec, os Comitês Consultivos da SciELO, do DigiArts da UNESCO, da Associação Brasileira de Pesquisadores em Cibercultura e do MediaAC do Departamento de Ciência da Imagem da Universidade do Danúbio, o Comitê Editorial da Digital Creativity, revisora de pesquisas do Ministério de Pesquisa e Inovação da Província de Ontário no Canadá, e membro da Comunidade Leonardo — International Society for the Arts, Sciences and Technology. Realizou mais de cinquenta exposições individuais e mais de 130 coletivas, participou de três edições da Bienal de São Paulo e três edições da Bienal do Mercosul.
Faleceu em Porto Alegre em 5 de junho de 2025.
Segundo Silveira & Campagnaro, Diana Domingues foi "uma das principais personalidades sobre arte e tecnologia do Brasil. [...] A instalação interativa é seu objeto de pesquisa desde os anos 1990, usando de instalações multimídias e ciberinstalações, investigando a relação do corpo com o espaço num ambiente interativo". Segundo o crítico Oliver Grau, "Diana Domingues já era uma artista de renome antes de se voltar às novas mídias, obtendo reconhecimento mundial como pesquisadora, curadora, editora, teórica, organizando congressos internacionais e, principalmente, descobridora de novos mundos de imagens. Defini-la hoje (2007) como uma das artistas mais importantes da América do Sul não é nenhum exagero. Já há muito tempo volta seu querer artístico a formas de imagens imersivas que possibilitam uma vivência poética e corporal. [...] De modo geral, deve-se salientar que os trabalhos de Diana Domingues unem em si, de maneira singular, momentos poéticos, percepção sensorial e tecnologias avançadas. Com seu ambiente de trabalho construído ao longo de muitos anos, ela consegue sempre abrir novos caminhos tecnológicos no sentido de seu querer artístico, desenvolver e utilizar estrategicamente experiências inovadoras com imagens".

## Publicações
Escreveu mais de cem artigos e capítulos de livros. Publicou os seguintes livros e catálogos:
- A Arte no Século XXI: a humanização das tecnologias. Editora UNESP, 1997
- Criação e Interatividade na Ciberarte. Experimento, 2002
- Arte e Vida no Século XXI: Tecnologia, ciência e criatividade. Editora UNESP, 2003
- Criação de poéticas digitais. EDUCS, 2005 (Co-organizadora com Suzete Venturelli)
- Arte, Ciência e Tecnologia: Passado, presente e desafios, 2009 (organizadora)
- Catálogo Eletrourbs, Eletrogravuras. Galeria Sergio Milliet / Funarte / Instituto Nacional de Artes Plásticas, 1982
- Catálogo Connexio: uma vida óptico-eletrônica para as imagens. Museu de arte Contemporânea da USP / Museu de Arte do Rio Grande do Sul; /  Università Degli Studi di Salerno, 1990
- Catálogo Trans-e: o corpo e as tecnologias. Gráfica da UCS, 1995
- Catálogo Arte Tecnologia: A arte no século XXI: a humanização das tecnologias. Gráfica da UCS, 1995
- Catálogo II Bienal de Artes Visuais do Mercosul. Julio Le Parc e Arte e Tecnologia. Fundação Bienal de Artes Visuais do Mercosul, 1999
- Catálogo Eletronic Art Exhibition. 13th SIBGRAPI 2000. Brazilian Symposium on Computer Graphics and Image Processing. Lorigraf, 2000

## Distinções
- Eleita em 1999 uma das 30 Personalidades de Caxias do Sul — Destaques do Século XX em pesquisa de opinião desenvolvida em  junto a 100 líderes comunitários de diferentes áreas.[10]
- Prêmio UNESCO para a Promoção da Arte na Bienal de Havana, 2000[9]
- Prêmio Global Crossing da Fundação Rockefeller / Leonardo, 2004[9]
- Prêmio Sergio Motta — Artista Homenageada, 2011[9]
- Homenagem no 4º Seminário de Artes Digitais da Universidade do Estado de Minas Gerais, 2018[9]
- Prêmio e-Culture da Anilla Cultural, na categoria Pioneiros, 2023[11]